# Adam Forsyth
Adam Forsyth (Kawerau in Nuova Zelanda, 31 marzo 1981) è un pugile australiano che ha partecipato ai Giochi olimpici del 2004.
Era, inizialmente, un professore di ginnastica.
Ai Giochi olimpici del 2004 ha battuto Vedran Dipalo ma ha perso contro Mohamed El Sayed. Ha un rivale nazionale Bradley Michael Pitt che lo ha battuto ai Giochi olimpici del 2008.